# Inteatro Festival - Festival di Polverigi
Il Festival Inteatro - Festival di Polverigi è un'importante manifestazione internazionale di teatro contemporaneo che si svolge ogni anno nelle Marche (Italia).

## Storia
Inteatrofestival è un evento festivaliero internazionale organizzato e prodotto da Inteatro, che ogni anno, a partire dal 1977, a fine giugno – inizio luglio, anima la struttura comunale di Villa Nappi ed altre sedi di spettacolo a Polverigi, piccolo paese della provincia di Ancona, assurto a notorietà nazionale e internazionale proprio grazie al Festival.
Il Festival è un'occasione di incontro fra le più importanti e partecipate nel panorama europeo delle arti performative contemporanee.
Il Dizionario dello Spettacolo del ‘900 (a cura di Felice Cappa e Piero Gelli, Edizioni Baldini & Castoldi, Milano 1998) ha dedicato all'evento una delle voci:
Polverigi, festival di. «Uno dei momenti più significativi nel panorama dei festival europei. L'idea fondativa è quella di un teatro capace di abitare la comunità, un teatro inteso come luogo, o per meglio dire contaminazione di luoghi e di linguaggi: ogni anno in luglio lo spazio urbano di Polverigi si trasforma in scena, lo spazio del teatro e quello della comunità si confondono sovrapponendosi, all'insegna della più assoluta libertà espressiva. Cortili, botteghe, piazze e cantine si animano di musica, danza e teatro, spesso in iperboliche contaminazioni di generi».
Nato nel 1977 come "Festival Internazionale di Polverigi", INTEATRO Festival è frutto dell'idea di Roberto Cimetta e Velia Papa di creare una sede d'incontro di gruppi teatrali indipendenti; nel tempo è divenuto un punto di riferimento per pubblico ed artisti, ottenendo per sé e per il territorio una notevole visibilità ed una concreta riconoscibilità nell'ambito delle arti performative e della creazione contemporanea. Il Festival, tradizionalmente dedicato alla innovazione artistica, ha avuto un ruolo promozionale in Italia ed all'estero delle più significative e singolari esperienze artistiche, presentando ogni anno una selezione delle migliori produzioni italiane e straniere del settore del teatro e della danza. E divenuto così un'importante vetrina per artisti italiani e stranieri sia già affermati che esordienti, che grazie al Festival hanno trovato affermazione e realizzazione professionali. 
Inoltre, il Festival, fin dalla sua prima edizione, è stato un'importante palestra oltre che per gli artisti, anche per tanti giovani che, da semplici amanti del teatro, si sono messi alla prova e hanno poi deciso di intraprendere una carriera come organizzatori, tecnici, operatori culturali, imprenditori legati al teatro.
Dall'inizio dell'attività sono state ospitate più di 700 compagnie, attive nella ricerca e nell'innovazione artistica, per un totale di più di 8.000 artisti provenienti da tutti i Paesi del mondo.
Tra questi: Teatro Campesino de Luis Valdez (USA) 1978, 1980; Farid Chopel (Francia) 1979, 1980, 1987; Squat Theatre (USA) 1981, 1985; Jan Fabre (Belgio) 1983, 1984; Festina Lente & Francesca Lattuada (Francia, Italia) 1997, 1999; Tuxedomoon (USA) 1997; Leo Bassi (Spagna) 2004, 2006; Wim Vandekeybus (Belgio); Benjamin Verdonck (Belgio); Ron Athey (USA); Mauricio Celedon (Cile); Mike Figgis (Inghilterra); William Kentridge (South Africa); Eduard Lock (Canada); Caden Manson (USA); Joseph Nadj (Francia/Ungheria); Alain Platel (Francia); Test Dept/Brith Gof (UK). 
Tra gli italiani figurano nomi di artisti oggi famosi, ma spesso esibitisi al Festival quando ancora erano agli esordi e talvolta poi tornati a distanza di anni: Luciano Manzalini 1981, 1986, poi come "Gemelli Ruggeri" con Eraldo Turra, 1988, 1989, 1997; Paolo Hendel 1983, 1989; Giovanna Marini 1983, Bustric (Sergio Bini) 1984, 1997, Matia Bazar 1984, Sosta Palmizi 1985, 1986, 1987, 1990, 1992, 1998, Falso movimento 1985, Mario Martone 1985, 1992, Patrizio Roversi 1986; Syusy Blady (Maurizia Giusti) 1986; Socìetas Raffaello Sanzio 1986, 1991, 1993; Sabina Guzzanti 1987, Vito (Stefano Bicocchi) 1986, 1988, 1989; Ennio Marchetto 1989; Olga Durano 1989; Lella Costa 1989; Maurizio Ferrini 1989; Banda Osiris 1989; Gioele Dix (David Ottolenghi) 1989; Daniele Luttazzi 1989, 1990; Rocco Papaleo 1994; Gianni Ippoliti 1995; Antonio Rezza 1996, 1997, 2003; Carlo Massarini, 2001, 2002; Serena Dandini 2005; Neri Marcorè 2005; Andrea Cosentino 2005; Giorgio Barberio Corsetti, Marco Paolini, Ascanio Celestini, T.A.C..

## Ultime edizioni del Festival

### 2009
OHT – Office for a human theatre (Rovereto – Parma), Teatro Sotterraneo (Firenze), Orthographe (Ravenna), Barokthegreat (Forlì - Cesena), Naif (Aosta), Joao Fernando Cabral (Brasile), Claudia Catarzi (Prato), Rafael Duarte Uriza (Colombia), Leentje Vandenbussche (Belgio), Sead (Austria), Daniele Albanese/Compagnia Stalk (Parma), Wewe (Torino), Barbara Berti (Bologna), Keiko Yamaguchi (Giappone), Délit de Facade (Francia), Rosa Casado & Mike Brookes (Spagna – UK), Ulti'mates-Ultima Vez/German Jauregui (Belgio-Spagna),

### 2010
Campo / Jacob Wren – Pieter De Buysser (Montreal – Bruxelles), Yan Duyvendak – Omar Ghayatt (Ginevra – Il Cairo), Un'ottima lettera (Ancona- Cesena), Portage (Torino), OHT | Office for a Human Theatre (Rovereto – Parma), Compagnia Chiara Frigo (Verona), Ambra Senatore e Ilaria Turba (Torino-Milano), …a Toys orchestra, Il Gioco dell'Oca Verde (Torino)

### 2011
Nel 2011 il festival ha subito una battuta d'arresto, per difficoltà economiche nel sostenere la 34ª edizione. L'organizzazione di Inteatro ha dato vita a CHE STORIA È QUESTA? maratona creativa per riflettere sull'esperienza del Festival, sul suo significato e, in generale, sulla produzione artistica contemporanea e sulla sua sostenibilità.

### 2012
Daniele Catalli (Torino), Valentina Rosati (Ancona), Mara Cassiani (Pesaro), un'ottima lettera (Cesena-Ancona), Chiara Frigo (Verona), Beatrice Baruffini (Parma), Federico Bricani (Jesi), Serena Gatti (Pisa), Irina Kondrashova (Mosca), Alessia Lovreglio (Bari), Livia Marques (Firenze/Rio de Janeiro), Giulia Piermattei (Ancona), Amelia Prazak (Friburgo), Lara Russo (Milano), Maria Theodosiou (Kavala), Anna Vigeland (Montreal), Edward K. Wilson (Birmingham - USA), Bestierare (Roma), Gianluca De Rubertis (Lecce), Stephen e Timothy Quay (USA).

### 2013
Gary Stevens (Londra), Muta Imago (Roma), Marco D'Agostin (Treviso), Oscar Gomez Mata/L'Alakran (Irun / Ginevra), Matteo Tontini (Senigallia), Giulia Ferrato (Napoli), Fibre Parallele (Bari), Claudia Catarzi (Prato), Iacopo Braca (Firenze), 7-8 chili (Offida) Compagnia Mara Cassiani (Pesaro), Enrico Boccioletti (Pesaro-Milano), Daniele Catalli/Eleonora Diana (Roma/Torino) e gli artisti selezionati per PAC2 PAESAGGIO AMBIENTE CREATIVITÀ.